# Boaedon
Boaedon es un género conocido de serpientes de la familia Lamprophiidae. Se distribuyen por África continental y el sur de la península arábiga.

## Especies
Se reconocen las siguientes especies:
- Boaedon capensis Duméril, Bibron & Duméril, 1854
- Boaedon fuliginosus (Boie, 1827)
- Boaedon lineatus Duméril, Bibron & Duméril, 1854
- Boaedon maculatus Parker, 1932
- Boaedon olivaceus (Duméril, 1856)
- Boaedon radfordi Greenbaum, Portillo, Jackson & Kusamba, 2015
- Boaedon upembae Laurent, 1954
- Boaedon virgatus (Hallowell, 1854)